# 萨维塔·哈拉帕那瓦之死
萨维塔·哈拉帕那瓦之死（英文death of Savita Halappanavar）发生在2012年10月28日，地点是爱尔兰戈尔韦。萨维塔·哈拉帕那瓦出生于1981年，她的死亡导致爱尔兰、英国和印度大范围的抗议活动，要求检讨堕胎法律。 萨维塔·哈拉帕那瓦是一一名印度牙医，2008年，萨维塔·哈拉帕那瓦移居爱尔兰。她在怀孕17周时流产了，之前在爱尔兰国立大学戈尔韦附属医院要求堕胎遭到拒绝，最终导致败血症以及器官衰竭，不治而死。

## 背景
根据爱尔兰法律（主要是1861年通过的刑事法律Offences against the Person Act 1861），爱尔兰堕胎是非法的，这导致每年有4000女性到英国寻求堕胎。

## 时间
萨维塔·哈拉帕那瓦来自印度 Belgaum，是一名牙医，2012年10月28日在医院死亡。 她死亡时候怀孕17周，当时在医院 被拒绝堕胎手术，因为当时有检测到胎儿心跳，尽管当时确定胎儿已经不可能存活。最终胎儿被从萨维塔·哈拉帕那瓦身体内移除，不过为时已晚。萨维塔·哈拉帕那瓦因为流产而导致败血症，进而导致她的心脏、肾脏、肝脏衰竭。

## 事后
萨维塔·哈拉帕那瓦的死亡导致当地社群，特别是印度人强烈抗议。  11月14日，在重大压力之下，医院被迫接受调查
11月14日，超过2000人在爱尔兰议会外抗议堕胎法律，纪念萨维塔·哈拉帕那瓦。爱尔兰总理恩达·肯尼面临压力考虑进行外部调查，确定 萨维塔·哈拉帕那瓦的生命是否可以被挽救。 另外，还有压力集团要求修正法律，因为目前的法律是1861年通过的法案，当时爱尔兰是英国的一部分（而英国早已经修正该法案），该法案宣称设法流产是非法的。
印度社区取消了一年一度的屠妖节，因为 萨维塔·哈拉帕那瓦生前是该节日庆典的主要筹划人。

## 国际反应
萨维塔·哈拉帕那瓦之死导致伦敦的爱尔兰大使馆也成了抗议活动的目标。 在科克舉辦了一場紀念薩維塔·哈拉帕那瓦的燭光集會。
印度外交部召见了爱尔兰大使，抗议萨维塔·哈拉帕那瓦之死。